# سياسة هندوراس
تجري سياسة هندوراس ضمن إطار نظام جمهوري رئاسي، وديمقراطية تمثيلية متعددة الأحزاب. يضطلع رئيس هندوراس برئاسة الدولة ورئاسة الحكومة في الآن ذاته. تمارس الحكومة السلطة التنفيذية. تُوكل السلطة التشريعية إلى الكونغرس الوطني لهندوراس. يهيمن على النظام الحزبي كلّ من المحافظين في الحزب الوطني والحزب الليبرالي. تتمتع السلطة القضائية باستقلالها عن السلطتين التنفيذية والتشريعية.
ينصّ دستور هندوراس للعام 1981 على معطيات مفصّلة لاختصاصات السلطة التنفيذية في مجالات محددة، ولكن تتسم الصلاحيات الموكلة للسلطة التنفيذية في غيرها من المجالات بكونها وظائف معيّنة يضطلع بها الكونغرس الوطني ذو المجلسين. يعيّن الكونغرس الوطني أفراد السلطة القضائية.
يبسط الدستور آليات تعديله، ولكنه يعلن عن 8 بنود ثابتة وغير قابلة للتعديل، وهي ما يتعلق بضمانة الشكل الجمهوري للدولة، وحظر أي ترشّح الرؤساء السابقين للرئاسة مرة ثانية تحت أي ظروف.
كما ينصّ الدستور على وجود جهاز رقابي مستقل لإجراء الانتخابات والإشراف عليها، وهي المحكمة الانتخابية العليا. والجهاز الآخر المنصوص عليه في الدستور والمستقل عن السلطات الثلاث هي المحكمة الخاصة لحل الخلافات بين فروع الحكومة. يُعتبر الرئيس الحالي، خوان أورلاندو هيرنانديز، شخصية إشكاليّة يلقى دعمًا سياسيًا في البلاد ومعارضة شعبية قوية.
صنفت وحدو الاستخبارات الاقتصادية التابعة للإيكونوميست هندوراس على أنها «نظام هجين» في العام 2019.

## هيكلية الدولة

### السلطة التنفيذية
الرئيس هو رأس الدولة ورئيس الحكومة، يُنتخب عبر انتخابات عامة لولاية رئاسية مدتها 4 سنوات، دون فرصة لإعادة انتخابه مرة أخرى. مع ذلك، ففي آخر انتخابات عُقدت، أُعيد انتخاب الرئيس خوان أورلاندو هيرنانديز رغم الاحتجاج الشعبي في البلاد والخلاف بشأن التصويت في الانتخابات، بعد أن ألغت المحكمة العليا حدّ الفترة الرئاسية الواحدة لرئاسة البلاد في العام 2015.

### السلطة التشريعية
يضم الكونغرس الوطني في هندوراس 128 عضوًا، يُنتخبون لفترة 4 سنوات من خلال انتخابات التمثيل النسبي؛ تخصَّص مقاعد الكونغرس لمرشحي الأحزاب على أساس الإدارات بالتناسب مع عدد الأصوات التي يحصدها كل حزب.

### السلطة القضائية
تضم السلطة القضائية محكمة العدل العليا، والمحكمة العليا في هندوراس، ومحاكم الاستئناف، وغيرها من المحاكم ذات الاختصاصات الأصلية، مثل العمل، والضرائب، والمحاكم الجنائية. ينتخب الكونغرس الوطني قضاة محكمة العدل العليا لمدة سبع سنوات.

### التقسيمات الإدارية
لأغراض إدارية، تنقسم هندوراس إلى 18 إدارة، ووفقًا لذلك يُنتخب المسؤولون الإداريون والمحليون لفترة 4 سنوات.

### الأحزاب السياسية
يوجد في هندوراس ستة أحزاب سياسية مسجلة، هي:
- الحزب الليبرالي في هندوراس، وتأسس في العام 1891.
- الحزب الوطني في هندوراس، وتأسس في العام 1918. وقد هيمن على السياسة في هندوراس من العام 1933 حتى 1957.
- حزب التوحيد الديمقراطي، وتأسس في العام 1992 مع نهاية الحرب الباردة، عندما سُمح بالعمل العلني للأحزاب السياسية اليسارية السرية سابقًا. وقد اندمجت أربعة أحزاب لتشكيل حزب التوحيد الديمقراطي.
- الحزب الديمقراطي المسيحي في هندوراس، وتأسس في العام 1968.
- حزب الابتكار والوحدة، وهو حزب يساري، ديمقراطي اجتماعي معتدل، تأسس في العام 1970.
- حزب التحالف الوطني في هندوراس، وتأسس في العام 2017.